# Husie distrikt
Husie distrikt är ett distrikt i Malmö kommun och Skåne län. 
Distriktet ligger i östra Malmö. 

## Tidigare administrativ tillhörighet
Distriktet inrättades 2016 och utgörs av en del av det område som Malmö stad omfattade till 1971, delen som före 1935 utgjorde Husie socken.
Området motsvarar den omfattning Husie församling hade 1999/2000.